# Pianu (gmina)
Pianu – gmina w Rumunii, w okręgu Alba. Obejmuje miejscowości Pianu de Jos, Pianu de Sus, Plaiuri, Purcăreți i Strungari. W 2011 roku liczyła 3082 mieszkańców. 